# The Fragile
The Fragile (também conhecido por Halo 14) é o terceiro álbum de estúdio da banda Nine Inch Nails lançado em 1999.  É predecido por The Downward Spiral e é seguido por With Teeth. O álbum é separado como um disco-duplo com 23 faixas na versão CD e 25 na versão em vinil.
Em 2020, a revista Metal Hammer o elegeu como um dos 20 melhores álbuns de metal de 1999.

## Faixas
Todas as Músicas foram escritas por Trent Reznor, excepto as indicadas.

### Versão CD

#### Disco Left
1. "Somewhat Damaged" (Trent Reznor/Danny Lohner) – 4:31
2. "The Day the World Went Away" – 4:33
3. "The Frail" – 1:54
4. "The Wretched" – 5:25
5. "We're in This Together" – 7:16
6. "The Fragile" – 4:35
7. "Just Like You Imagined" – 3:49
8. "Even Deeper" (Trent Reznor/Danny Lohner) – 5:47
9. "Pilgrimage" – 3:31
10. "No, You Don't" – 3:35
11. "La Mer" – 4:37
12. "The Great Below" – 5:17

#### Disco Right
1. "The Way Out Is Through" (Trent Reznor/Keith Hillebrandt/Charlie Clouser) – 4:17
2. "Into the Void" – 4:49
3. "Where Is Everybody?" – 5:40
4. "The Mark Has Been Made" – 5:15
5. "Please" – 3:30
6. "Starfuckers, Inc." (Trent Reznor/Charlie Clouser) – 5:00
7. "Complication" – 2:30
8. "I'm Looking Forward to Joining You, Finally" – 4:13
9. "The Big Come Down" – 4:12
10. "Underneath It All" – 2:46
11. "Ripe (With Decay)" – 6:34

### Versão Vinil

#### Disco 01
1. "Somewhat Damaged" (Trent Reznor/Danny Lohner) – 4:31
2. "The Day the World Went Away" – 5:01
3. "The Frail" – 1:54
4. "The Wretched" – 5:36
5. "We're in This Together" – 7:17
6. "The Fragile" – 4:35
7. "Just Like You Imagined" – 3:49
8. "Even Deeper" (Trent Reznor/Danny Lohner) – 6:14

#### Disco 02
1. "Pilgrimage" – 3:41
2. "No, You Don't" – 3:35
3. "La Mer" – 5:02
4. "The Great Below" – 5:17
5. "The Way Out Is Through" (Trent Reznor/Keith Hillebrandt/Charlie Clouser) – 4:17
6. "Into the Void" – 4:49
7. "Where Is Everybody?" – 5:40
8. "The Mark Has Been Made" – 4:43

#### Disco 03
1. "10 Miles High" – 5:13
2. "Please" – 3:30
3. "Starfuckers, Inc." (Trent Reznor/Charlie Clouser) – 5:00
4. "Complication" – 2:30
5. "The New Flesh" – 3:40
6. "I'm Looking Forward to Joining You, Finally" – 4:20
7. "The Big Come Down" – 4:12
8. "Underneath It All" – 2:46
9. "Ripe" – 5:15

## Créditos

### Músicos
- Trent Reznor - vocal, guitarra, violoncelo, piano, sintetizadores
- Charlie Clouser - atmosfera, sintetizadores
- Danny Lohner - ambientação, sintetizadores, guitarra em "Somewhat Damaged", "Just Like You Imagined", "The Great Below" e "Complication"
- Jerome Dillon - bateria em "We're In This Together"
- Adrian Belew - guitarra em "Just Like You Imagined", "The Great Below" e "Where Is Everybody?"
- Bill Rieflin - bateria em "La Mer"
- Mike Garson - piano em "Just Like You Imagined", "The Way Out Is Through" e "Ripe (With Decay)"
- Page Hamilton - guitarra em "No, You Don't"
- Denise Milfrot - vocal em "La Mer"
- Heather Bennet - vocal (Fundo)
- Buddha Boys Choir - coral, coro, canto
- Buddha Debutante Choir - vocal (Fundo)
- Melissa Daigle - vocal (Fundo)
- Tracy Hardin - vocal (Fundo)
- Clint Mansell - coral, coro
- Elquine Rice - vocal (Fundo)
- Terry Rice - vocal (Fundo)
- Barbara Wilson - vocal (Fundo)
- Leslie Wilson - vocal (Fundo)
- Eric Edmonson - coral, coro
- Cherry Holly - trompeta
- Doug Idleman - coral, coro
- Marcus London - coral, coro
- Judy Miller - vocal (Fundo)
- Gary I. Neal - vocal (Fundo)
- Matthew Nicholls- vocal (Fundo)
- Christine Parrish - vocal (Fundo)
- Adam Persaud - coral, coro
- Martha Prevost - vocal
- M. Gabriela Rivas - vocal (Fundo)
- Nick Scott - coral, coro
- Rodney Sulton - vocal (Fundo)
- Stefani Taylor - vocal (Fundo)
- Nigel Wiesehan - coral, coro
- Willie - violoncelo
- Martha Wood - vocal (Fundo)
- Di Coleman - vocal (Fundo)
- Keith Hillebrandt - coral, coro
- Steve Duda - coral, coro, percussão, violino

### Técnicos de Produção
- Trent Reznor - programação, produtor
- Alan Moulder -  produtor, engenheiro de som, mixagem
- Bob Ezrin - assistente de sequenciamento do álbum
- Dr. Dre - assistente de mixagem em "Even Deeper"
- Charlie Clouser - programação
- Danny Lohner - programação de bateria
- Paul Bradley - programação
- Paul DeCarli - programação
- Steve Duda - programação
- Leo Herrera - engenheiro de som
- Keith Hillebrandt - programação, design de som
- Dave Ogilvie - engenheiro de som
- Brian Pollack - engenheiro de som
- Tom Baker - masterização

### Singles
| Ano  | Single                        | Quadro                 | Posição |
| ---- | ----------------------------- | ---------------------- | ------- |
| 1999 | "The Day the World Went Away" | The Billboard 100      | #17     |
| 1999 | "The Day the World Went Away" | Canadian Singles Chart | #1      |
| 1999 | "We're In This Together"      | Modern Rock Tracks     | #11     |
| 1999 | "We're In This Together"      | Mainstream Rock Tracks | #21     |
| 1999 | "Starfuckers, Inc."           | Modern Rock Tracks     | #39     |
| 2000 | "Into the Void"               | Modern Rock Tracks     | #11     |
| 2000 | "Into the Void"               | Mainsteam Rock Tracks  | #27     |
| 2000 | "Into the Void"               | Canadian Singles Chart | #4      |

## Lançamentos
- Nothing Records / Interscope Records 0694904732 - CD
- Nothing Records / Interscope Records 0694904731 - 12" Vinyl
- Nothing Records / Interscope Records 0694904734 - Cassette